# Borkenthelea harii
Borkenthelea harii är en tvåvingeart som beskrevs av Gustavo R. Spinelli och Eileen D. Grogan 2001. Borkenthelea harii ingår i släktet Borkenthelea och familjen svidknott. Inga underarter finns listade i Catalogue of Life.